# Raffaele Torella
Raffaele Torella (Roma, 28 giugno 1950) è un indologo e storico delle religioni italiano.

## Biografia
Raffaele Torella è stato professore ordinario presso l'Istituto Italiano di Studi Orientali della Sapienza, dove ha insegnato Lingua e Letteratura Sanscrita. In precedenza è stato docente di Religioni e Filosofie dell'India e Indologia. Le sue aree di interesse riguardano principalmente il tantrismo, lo Shivaismo kashmiro, la scuola vishnuita del Pañcaratra.
Torella è anche membro del "Comité Éditorial de l'École Française d'Extrême-Orient", Pondichéri; membro del Consiglio Scientifico del "Zentrum Asienwissenschaften und Sozialanthropologie" dell'Accademia Austriaca delle Scienze; Direttore Responsabile della "Rivista degli Studi Orientali e della Rivista di Studi Sudasiatici"; membro del Consiglio Accademico e presidente della Commissione Ricerca dell'Ateneo Federato delle Scienze Umane, delle Arti e dell'Ambiente; coordinatore del Dottorato di Ricerca in "Civiltà, società, economia del sub-continente indiano". Ha all'attivo numerose pubblicazioni in lingua italiana e inglese.

## Opere
- (curatore) Le Parole e i Marmi, Studi in onore di Raniero Gnoli nel suo 70º compleanno, 2 vol., Serie Orientale Roma, IsIAO, Roma 2001.
- (con Giuliano Boccali) Passioni d'Oriente. Eros ed emozioni in India e in Tibet, Torino, Einaudi, 2007.
- Il pensiero dell'India. Un'introduzione, Roma, Carocci Editore, 2008.
- Variazioni kashmire sul tema della percezione dello yogin, Bardi editore, 2008.
- The Philosophical Traditions of India, Indica Books, Varanasi, India, 2011.

### Traduzioni
- Due capitoli del Sarvadarśanasaṃgraha: Śaivadarśana e Pratyabhijñādarśana, Università di Roma, Scuola Orientale-Facoltà di Lettere e Filosofia, 1979.
- Utpaladeva, The Īśvarapratyabhijñākārikā of Utpaladeva with the Author's Vṛtti, critical edition and annotated translation, Serie Orientale Roma LXXI, IsMEO, Roma 1994, (II edition, Motilal Banarsidass, Delhi 2002).
- Vasugupta, Gli aforismi di Śiva, con il commento di Kṣemarāja, a cura e traduzione di Raffaele Torella, Mimesis, 1999.